# Pierre Camara
Pierre Camara (ur. 15 września 1965 w Castres) – francuski lekkoatleta, trójskoczek.
13 marca 1993 w Toronto został halowym mistrzem świata. Ustanowił wówczas swój halowy rekord życiowy (17,59 m), będący wówczas także halowym rekordem Francji. Jego rekord życiowy na otwartym stadionie wynosi 17,34 m i został ustanowiony 1 sierpnia 1992 w Barcelonie. Był to najlepszy wynik rundy kwalifikacyjnej turnieju olimpijskiego. Ostatecznie Camara zajął 11. miejsce w finale tego konkursu z wynikiem 16,52 m.
W 1993 wygrał w Rzymie konkurs trójskoku podczas superligi pucharu Europy, a w Narbonie zdobył złoty medal igrzysk śródziemnomorskich. Do jego osiągnięć należy również srebrny medal igrzysk frankofońskich (Casablanca 1989). Trzykrotnie był mistrzem Francji na otwartym stadionie (1988, 1992, 1993) i raz w hali (1985).